# Tatevi Anapat
La Gran Ermita de Tatev o Tatevi Mets Anapat (en armenio: Տաթևի Մեծ Անապատ) es antiguo monasterio del siglo XVII, que está ubicado en el valle del río Vorotán, provincia de Syunik'. La Fundación de Competitividad Nacional de Armenia va a crear una zona de turismo en la zona para atraer turistas hacia sus increíbles iglesias y bellos paisajes. El Tatevi Anapat va a ser uno de sus principales atracciones. En la zona, también se encuentran diversos sitios arqueológicos religiosos, que datan de entre los siglos IX y XIII. Aparte del ámbito histórico y turístico, la zona también es un punto de carácter geológico.

## Historia
La ermita fue fundada por monjes entre 1608 y 1613. Pero luego de que ocurriese un terrible terremoto en 1658, obligó a que los ermitaños se trasladasen a varios kilómetros de este, haciendo uso del Monasterio de Tatev, el cual fue restaurado, y reemplazado por la ermita. Sin embargo, desde el funicular aéreo del lugar llamado Alas del Tatev, ha sido utilizado, para poder presenciar aquella edificación.